# Élections législatives groenlandaises de 2025
Les élections législatives groenlandaises de 2025 se déroulent le 11 mars 2025 afin de renouveler les 31 membres de l'Inatsisartut, le parlement du Groenland.
Principalement marquée par la question de l'indépendance vis-à-vis du Danemark et les problématiques sociales, la campagne électorale fait l'objet d'une attention internationale, en raison des déclarations répétées du nouveau président des États-Unis Donald Trump sur son intention d'acquérir le territoire.
Les résultats donnent une victoire surprise au parti de centre droit Les Démocrates suivi des nationalistes de Naleraq, favorable à une indépendance rapide du Groenland. Les partis du gouvernement sortant Inuit Ataqatigiit et Siumut chutent respectivement à la troisième et quatrième position. Forte de la victoire des Démocrates, leur dirigeant Jens Frederik Nielsen forme le 27 mars un gouvernement de coalition avec Inuit Ataqatigiit, Siumut et Atassut.

## Contexte

### Élections législatives de 2021

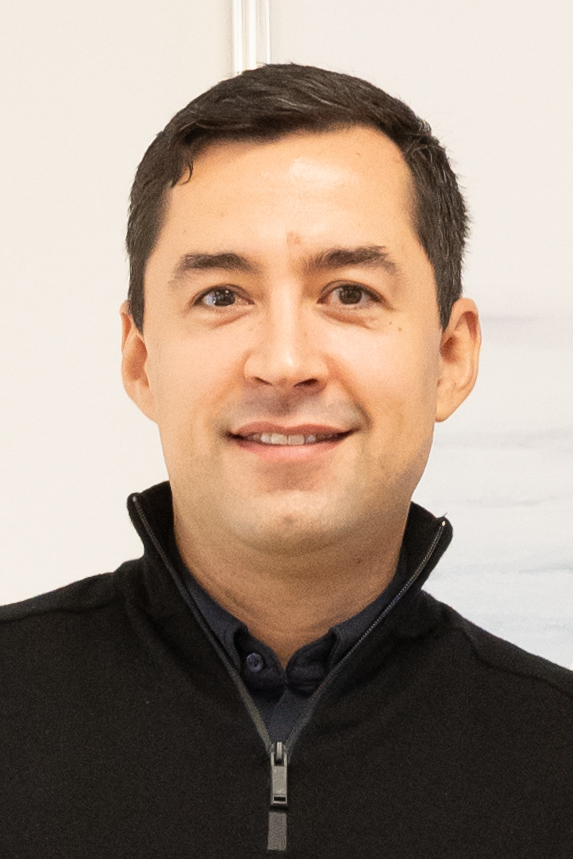
Múte Bourup Egede.

Les élections législatives d'avril 2021, organisées de manière anticipée, aboutissent à une alternance. Le parti d'opposition écosocialiste Inuit Ataqatigiit devance le Siumut du Premier ministre Kim Kielsen, lui-même en légère progression, au cours d'un scrutin perçu comme un référendum sur l'exploitation des mines d'uranium et de terres rares. En revanche, Les Démocrates, à l'origine de la motion de censure ayant fait tomber le gouvernement de Kielsen et provoquer les élections, perdent la moitié de leurs sièges.
Le 23 avril 2021, un gouvernement de coalition formé entre Inuit Ataqatigiit et le parti indépendantiste Naleraq prend officiellement ses fonctions avec à sa tête Múte Bourup Egede, qui devient à 34 ans le plus jeune Premier ministre groenlandais.

### Question de l'indépendance
La campagne des élections législatives est dominée par la question de l'indépendance et des relations avec le Danemark.
Dès février 2024, le gouvernement affirme que l'indépendance est son objectif. Lors d'une conférence de presse début 2025, le Premier ministre indépendantiste Múte Bourup Egede déclare que « les travaux ont déjà commencé pour créer le cadre de l'indépendance du Groenland » et laisse entendre qu'un référendum sur la souveraineté pourrait se tenir en avril 2025, en même temps que les élections,.
Cependant, après que le nouveau président des États-Unis, Donald Trump, a réitéré son intérêt pour une indépendance du Groenland et suggéré son intégration aux États-Unis sans exclure les moyens militaires, Egede tempère ses propos. Lors d'une conférence de presse à Copenhague le 10 janvier 2025, il insiste sur la nécessité de renforcer la coopération entre le Groenland et le Danemark plutôt que d'accélérer le processus d'indépendance. Dans une interview accordée à Fox News le 16 janvier, il affirme que les Groenlandais ne souhaitent pas devenir une partie des États-Unis,. Un sondage mené ce même mois révèle d'ailleurs que 85 % des Groenlandais s'opposent à cette idée.
Début janvier 2025, Donald Trump Jr. s'est rendu dans le pays pour s'entretenir avec des représentants du parti Naleraq,, qui était le seul parti à prôner une indépendance rapide du Danemark et un rapprochement avec les États-Unis.
Un autre sondage souligne cependant l'importance de l'indépendance pour les Groenlandais et son poids dans le scrutin. Selon une enquête menée en janvier 2025, 80 % des Groenlandais y sont favorables. Toutefois, la moitié d'entre eux s'y oppose si cela devait entraîner une dégradation de leurs conditions de vie.

### Nouveau parti
En 2023, d'anciens membres des partis Siumut et Naleraq fondent Qulleq, un nouveau parti axé sur une indépendance rapide vis-à-vis du Danemark et le lancement de l'extraction pétrolière au Groenland. Son chef, Karl Ingemann, est le seul leader à parler favorablement de Donald Trump. En plus des cinq partis déjà représentés à l'Inatsisartut, ce sixième parti, dont l'indépendance constitue la priorité, obtient son accès au scrutin un mois avant son déroulement.

### Ingérences étrangères
Redoutant une ingérence étrangère pendant les élections, le 4 février 2025, le gouvernement groenlandais fait voter un texte de loi visant à interdire les dons étrangers aux partis politiques. De plus à l'approche des élections, les services de sécurité et de renseignement danois annoncent une surveillance accrue des éventuelles ingérences étrangères visant à influencer le scrutin. Les États-Unis, la Russie et la Chine étant désignés comme des acteurs potentiellement impliqués dans des tentatives d'ingérence.
La veille de l'élection, Donald Trump s'exprime de nouveau sur sa plateforme Truth Social. Il souligne que le peuple du Groenland a le droit de déterminer son propre avenir et réaffirme son intention d'investir « des milliards de dollars pour créer de nouveaux emplois et enrichir » les Groenlandais. Il ajoute : « Et si vous le souhaitez, nous vous accueillerons pour faire partie de la plus grande nation au monde, les États-Unis d'Amérique. » Cette déclaration est jugée « inadmissible » par des députés comme Aaja Chemnitz (IA). Le Premier ministre Múte Bourup Egede accuse, quant à lui, le président américain de traiter son pays avec irrespect.

## Système électoral
L'Inatsisartut est le parlement monocaméral du Groenland, pays constitutif du royaume de Danemark. Il est composé de 31 sièges pourvus pour quatre ans au scrutin proportionnel plurinominal de liste dans une seule circonscription électorale. Après décompte des voix, les sièges sont répartis selon la méthode D'Hondt, sans seuil électoral.

## Force en présence
Les partis groenlandais peuvent traditionnellement être placés sur deux axes différents : un axe de gauche à droite traditionnel sur les questions économiques et sociales, et un autre axe qui reflète la relation des partis à l'unité du Royaume et à la question de l'indépendance du Groenland.
| Parti | Parti             | Parti | Idéologie                                                                                     | Tête de liste         | Nombre de candidats | Résultat en 2021  |
| ----- | ----------------- | ----- | --------------------------------------------------------------------------------------------- | --------------------- | ------------------- | ----------------- |
|       | Inuit Ataqatigiit | IA    | Gauche Indépendantisme groenlandais, socialisme, nationalisme de gauche, écosocialisme        | Múte Bourup Egede     | 39                  | 37,42 % 12 sièges |
|       | Siumut            | S     | Centre gauche Indépendantisme groenlandais, social-démocratie                                 | Erik Jensen           | 51                  | 30,10 % 10 sièges |
|       | Naleraq           | N     | Centre Indépendantisme groenlandais rapide, populisme, rapprochement avec les États-Unis      | Pele Broberg          | 62                  | 12,27 % 4 sièges  |
|       | Les Démocrates    | D     | Centre à centre droit Indépendantisme groenlandais modéré, social-libéralisme, unionisme      | Jens Frederik Nielsen | 25                  | 9,26 % 3 sièges   |
|       | Atassut           | A     | Centre droit Anti-indépendantisme, unionisme, libéral-conservatisme                           | Aqqalu Jerimiassen    | 20                  | 7,09 % 2 sièges   |
|       | Qulleq (en)       | Q     | Attrape-tout Indépendantisme groenlandais rapide, nationalisme groenlandais, pro-américanisme | Karl Ingemann         | 16                  | Nouveau           |

En partie à cause des déclarations du nouveau président des États-Unis, Donald Trump, la question d'une plus grande indépendance du Groenland et des relations avec le Danemark devient un enjeu majeur de la campagne électorale. À l'exception du parti Atassut, tous les partis en lice sont favorables à une indépendance à long terme, mais divergent sur le rythme du processus. Le parti Naleraq et le tout nouveau parti Qulleq prônent une indépendance rapide, tandis que les partis au pouvoir, Inuit Ataqatigiit et Siumut, ainsi que le parti d'opposition Les Démocrates, adoptent une approche plus pragmatique.
Les partis  Nunatta Qitornai et Parti de la Coopération (en) ne tentent pas à nouveau d'être représentés à l'Inatsisartut.

## Sondages
| Sondeur                           | Échantillon | Date           | Siumut | Inuit Ataqatigiit | Les Démocrates | Naleraq | Atassut | Nunatta Qitornai | Parti de la Coopération (en) | Autre |
| Sondeur                           | Échantillon | Date           |        |                   |                |         |         |                  |                              |       |
| Arrêt de publication des sondages |             |                |        |                   |                |         |         |                  |                              |       |
| Candidature de Qulleq en février  |             |                |        |                   |                |         |         |                  |                              |       |
| Verian                            | 497         | 22–27 Jan 2025 | 21.9%  | 31 %              | 18.8%          | 16.5%   | 9.7%    | 0,3              | 0,3                          | 1,4   |

## Campagne
La campagne électorale est largement dominée par la question de l'indépendance, les relations avec le Danemark et les influences extérieures. Le chef du parti social-démocrate Siumut, Erik Jensen, également ministre des Finances sortant, regrette que cette question éclipse les enjeux quotidiens des citoyens groenlandais, appelant à un recentrage du débat sur la santé, l'éducation et le développement économique,. Toutefois, d'autres thématiques occupent également une place importante dans le débat public.

### Diversification économique et exploitation des ressources
L'économie groenlandaise, historiquement centrée sur la pêche — représentant 90 % des exportations de l'île — est au cœur des discussions. La nécessité de diversifier les sources de revenus est mise en avant, notamment par le développement du tourisme et l'exploitation des ressources minières. Ces secteurs sont perçus comme des leviers essentiels pour renforcer l'autonomie économique du territoire,.

### Enjeux sociaux et éducation
Le Groenland affiche l'un des taux de suicide les plus élevés au monde, un nombre d'avortements supérieur aux naissances et une espérance de vie inférieure à 70 ans pour les hommes. L'amélioration du système éducatif et des services sociaux est au centre des préoccupations, plusieurs partis proposant des réformes pour améliorer le bien-être de la population,.

## Résultats

### Résultats globaux
|                        |                        |        |       |       |        |               |
| Parti                  | Parti                  | Voix   | %     | +/-   | Sièges | +/-           |
|                        | Les Démocrates (D)     | 8 563  | 30,26 | 21,00 | 10     | 7             |
|                        | Naleraq (N)            | 7 009  | 24,77 | 12,50 | 8      | 4             |
|                        | Inuit Ataqatigiit (IA) | 6 119  | 21,62 | 15,80 | 7      | 5             |
|                        | Siumut (S)             | 4 210  | 14,88 | 15,22 | 4      | 6             |
|                        | Atassut (A)            | 2 092  | 7,39  | 0,30  | 2      | en stagnation |
|                        | Qulleq (Q)             | 305    | 1,08  | Nv.   | 0      | en stagnation |
|                        |                        |        |       |       |        |               |
| Votes valides          | Votes valides          | 28 298 | 98,87 |       |        |               |
| Votes blancs et nuls   | Votes blancs et nuls   | 322    | 1,13  |       |        |               |
| Total                  | Total                  | 28 620 | 100   | –     | 31     | en stagnation |
| Abstentions            | Abstentions            | 11 749 | 29,10 |       |        |               |
| Inscrits/Participation | Inscrits/Participation | 40 369 | 70,90 |       |        |               |

### Résultats par commune
| Commune    | A         | A   | D    | D    | IA   | IA   | N    | N    | Q    | Q   | S    | S    |      |
| Commune    | %         | +/- | %    | +/-  | %    | +/-  | %    | +/-  | %    | +/- | %    | +/-  |      |
| ---------- | --------- | --- | ---- | ---- | ---- | ---- | ---- | ---- | ---- | --- | ---- | ---- | ---- |
| Commune    | Avannaata | 8,6 | 0,7  | 29,0 | 20,8 | 11,5 | 10,0 | 33,7 | 18,5 | 0,5 | Nv   | 16,3 | 22,9 |
| Kujalleq   | 7,8       | 2,3 | 27,9 | 21,0 | 27,0 | 19,7 | 15,2 | 10,7 | 1,6  | Nv  | 18,8 | 12,3 |      |
| Qeqertalik | 7,9       | 1,1 | 25,4 | 18,4 | 19,4 | 21,6 | 31,5 | 19,6 | 1,2  | Nv  | 13,6 | 13,8 |      |
| Sermersooq | 6,1       | 1,9 | 33,5 | 21,2 | 26,9 | 15,8 | 18,5 | 9,4  | 0,6  | Nv  | 13,0 | 11,9 |      |
| Qeqqata    | 8,2       | 1,6 | 26,4 | 20,6 | 16,8 | 13,6 | 30,1 | 9,6  | 2,3  | Nv  | 15,2 | 13,2 |      |

## Analyse et conséquences

### Participation
Selon des responsables électoraux, la participation au scrutin est en hausse par rapport aux dernières élections. Dans l'unique bureau de vote de Nuuk, la capitale, l'horaire de fermeture a été étendu d'une demi-heure pour permettre à tous les électeurs faisant la queue de déposer leur bulletin.
Le taux de participation enregistre une augmentation de cinq points par rapport au précédent scrutin, atteignant 70,1 %.

### Résultats
Les Démocrates, qui se revendiquent comme une formation sociale-libérale et favorables à une indépendance lente et progressive, obtiennent 30 % des suffrages, enregistrant une progression significative par rapport à l'élection de 2021, où ils affichaient un score trois fois inférieur, créant un effet de surprise.  
Le scrutin se caractérise également par une montée en puissance du parti nationaliste Naleraq, partisan d'une indépendance rapide du Groenland et d'un rapprochement avec les États-Unis. Avec 24,5 % des voix, cette formation devient la deuxième force politique du pays. Le parti nouvellement créé Qulleq n'obtient pas assez de voix pour obtenir un siège au parlement.  
À l'inverse, la coalition sortante, composée du parti de gauche Inuit Ataqatigiit (IA) et du parti social-démocrate Siumut, subit un net recul électoral. IA enregistre une baisse de 15,3 points, tandis que Siumut perd 14,7 points par rapport au scrutin de 2021. À l'issue du vote, le Premier ministre sortant, Mute Egede (IA), déclare sur la chaîne publique groenlandaise KNR : « Nous respectons le résultat de l'élection. »

### Conséquences
Aucun des partis n'étant en position d'obtenir la majorité sur les 31 sièges au Parlement, des tractations sont nécessaires pour former le nouveau gouvernement. La tête de liste du parti Les Démocrates, Jens Frederik Nielsen, déclare : « Les Démocrates sont ouverts à la discussion avec tous les partis et à la recherche de l'unité, surtout avec ce qui se passe à l'étranger », en références aux ingérences répétées du président américain.
Un accord de coalition est annoncé le 27 mars, avec la formation d'un gouvernement dirigé par Les Démocrates incluant également Inuit Ataqatigiit, Siumut et Atassut, avec Jens Frederik Nielsen comme Premier ministre. Celui-ci est investi le lendemain.